# 西宮市立春風小学校
西宮市立春風小学校（にしのみやしりつ はるかぜしょうがっこう）は、兵庫県西宮市にある公立小学校。

## 沿革
- 1954年（昭和29年）8月31日 - 第1期工事完成、木造2階建本館。 
  - 9月1日 - 開校、西宮市立津門小学校・西宮市立上甲小学校より分離独立する。
  - 10月6日 - 開校祝賀式挙行、同日を以って創立記念日と定める。
- 1960年（昭和35年）8月1日 - プール完成。
- 1992年（平成4年）3月31日 - 学習池完成。
- 1995年（平成7年）1月17日 - 阪神・淡路大震災による一部破損部分を修復。

## 著名な出身者
- 常盤貴子
- 生瀬勝久
- 阿南健治
- 舞羽美海

## 通学区域が隣接している学校
- 西宮市立上甲子園小学校
- 西宮市立津門小学校
- 西宮市立今津小学校
- 西宮市立南甲子園小学校
- 西宮市立鳴尾北小学校